# Lake Cethena
Der Lake Cethena ist ein Stausee im Norden des australischen Bundesstaates Tasmanien.
Er liegt am Mittellauf des Forth River nördlich des Cradle-Mountain-Lake-St.-Clair-Nationalparks. An seinem südlichen Ende mündet der Dove River in den River Forth, weiter nördlich der Bull Creek.
An seinem Ostufer liegt die Siedlung Lorinna.